# Hyaenidae
Hyènes
« Hyènes » redirige ici. Pour le film sénégalais, voir Hyènes (film).
Pour l’article ayant un titre homophone, voir Yenne.
Famille
Les hyènes (du grec ancien ὕαινα / hýaina) forment la famille des hyénidés (Hyaenidae), des carnivores terrestres. Bien que la hyène ressemble à un gros chien, elle n'appartient pas au sous-ordre Caniformia mais à celui des Feliformia. Il n'y a aujourd'hui plus que quatre espèces de hyènes : les hyènes tachetées, les hyènes rayées, les hyènes brunes et les protèles. La hyène tachetée est la plus connue et est réputée pour son cri qui ressemble à un rire humain (un cri qui exprime son angoisse et sa peur et qu'elle utilise assez rarement, en réalité).
On peut trouver les hyènes en Afrique, principalement dans la savane et près de points d'eau.

## Histoire
Les hyènes partagent un ancêtre commun avec les mangoustes et les genettes et civettes (petits mammifères nocturnes ressemblant à des chats). C’est pendant la période du Miocène inférieur que les hyénidés font leur première apparition, il y a 18 millions d'années. Elles se répandent rapidement en Eurasie puis font leur apparition en Afrique il y a 14 millions d'années. À la fin du Miocène (il y a entre sept et onze millions d'années), il n’existait pas moins de vingt-quatre espèces de hyènes. Adcrocuta eximia était la première connue à être capable de broyer des os, comme nos hyènes d’aujourd'hui.
Les sous-familles de hyènes que nous avons actuellement (Hyaena, Parahyaena et Crocuta) sont apparues en Afrique à la fin du Pliocène (il y a 3,7 millions d’années), suivies de la sous-famille des Proteles au début du Pléistocène. Pendant la période du Pléistocène, il existait encore neuf espèces de hyènes différentes. Pachycrocuta brevirostris était alors le plus gros hyénidé connu, mesurant un mètre au garrot et ayant la taille d'un lion. Cette hyène vivait en Europe, il y a un million d'années. La hyène des cavernes, très proche de la hyène tachetée actuelle, mais plus grande et vivant en Europe, dans des environnements plus froids (prairies et forêts), a quant à elle disparu il y a environ 11 000 ans.
Aristote parle des hyènes au Livre III de la Génération des animaux.

## Description

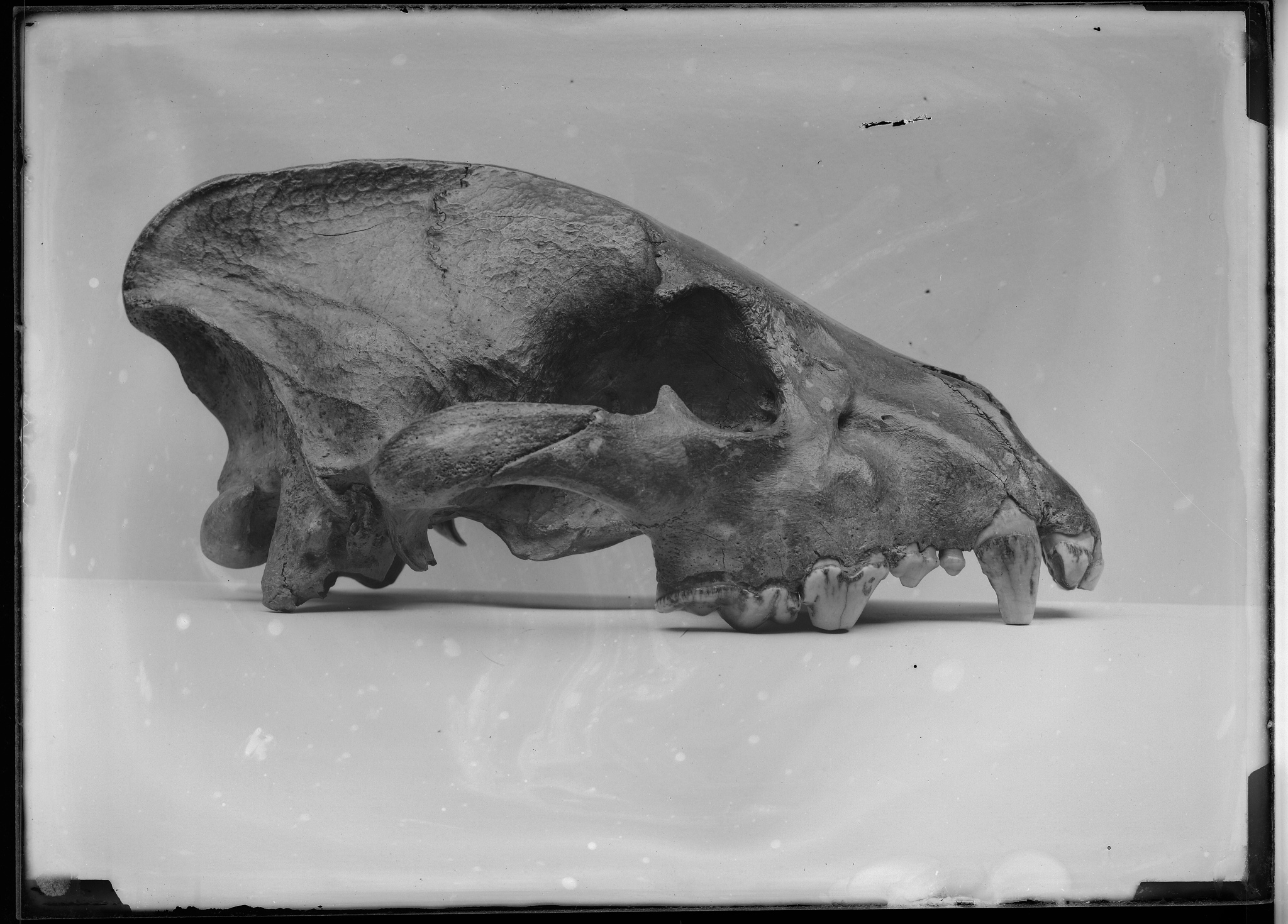
Crâne dHyena spelaea, Fonds Eugène Trutat, Muséum de Toulouse.

Les hyènes ont un aspect trapu, avec l'arrière-train plus bas que l'avant. Leur pelage peut être rayé ou tacheté, et d'une couleur tirant sur le beige. Selon les espèces elles mesurent de 95 cm à 165 cm (pour la hyène tachetée), pour un poids variant de 15 à 85 kg. Chez la hyène tachetée, les femelles sont toujours plus grandes et plus fortes que les mâles, à cause d'un apport en testostérone surélevé chez celles-ci, mais on n'en connaît pas la raison.
Toujours chez les hyènes tachetées, les femelles ont un clitoris très développé ressemblant à un pénis. Il est impossible de discerner par la simple observation un mâle d'une femelle tant l'un et l'autre se ressemblent. C'est en prélevant un poil de la hyène et en l'analysant que l'on peut déterminer son sexe. Cette particularité anatomique et l'organisation matriarcale des hyènes tachetées sont déterminantes d'un conflit sexuel dont les femelles sortiraient gagnantes. La gestation des hyènes tachetées est d'environ 110 jours. Les petits sont allaités jusqu'à un an et demi.

## Répartition et habitat

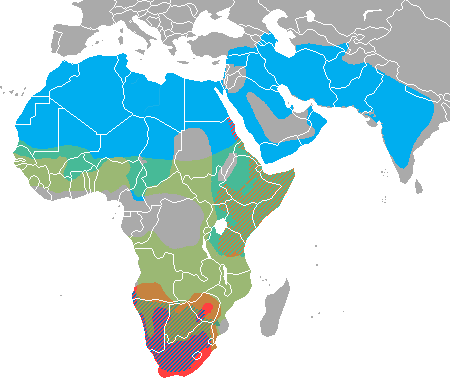
Crocuta
Hyaena
Proteles.

On les trouve en Afrique subsaharienne, principalement dans la savane et près de points d'eau,.
La hyène rayée est la seule qui ne vit pas seulement en Afrique. Elle vit aussi en Moyen-Orient et en Inde et même au Sahara car elle est moins dépendante de l’eau que les autres hyènes.

## Biologie et comportement

### Organisation et comportement sociaux
Dans un clan de hyènes tachetées (qui compte entre 40 et 120 hyènes), l'individu dominant est généralement une femelle. Les individus dominés doivent se soumettre à une inspection régulière de leurs organes génitaux par les individus dominants. On pourrait prendre les femelles pour des mâles après une observation superficielle, car le clitoris est particulièrement développé et ressemble fort à un pénis. Cela a longtemps occasionné parmi les populations indigènes des croyances selon lesquelles il n'y aurait pas de femelles chez les hyènes. Les femelles produisent de la testostérone en grande quantité.
La domination de la femelle est héréditaire. Elle donnera naissance à une future dominante. Si plusieurs petites femelles naissent dans cette portée, la petite future dominante tue souvent très vite les autres petites femelles. Quoi qu’il en soit, elle imposera très vite, encore bébé, sa dominance. Elle peut marquer sa position de dominante en s'approchant de ses congénères la queue dressée, tandis que les autres membres de la troupe adoptent une attitude de soumission.
Les hyènes rayées vivent en famille (parents et enfants) ou seules. Dans la famille, les deux parents sont les dominants (ce n’est pas exclusivement matriarcal).
Les hyènes brunes vivent en petits clans de maximum quinze hyènes. Même si la hiérarchie n'est pas aussi prononcée que chez les hyènes tachetées, les mâles ont plutôt tendance à être les dominants. Les mâles sont plus grands en taille que les femelles.
Quant aux protèles, ils vivent généralement en famille (couple et progéniture). Tout comme chez les hyènes rayées, il n'y a pas de dominance claire entre le mâle et la femelle.

### Alimentation

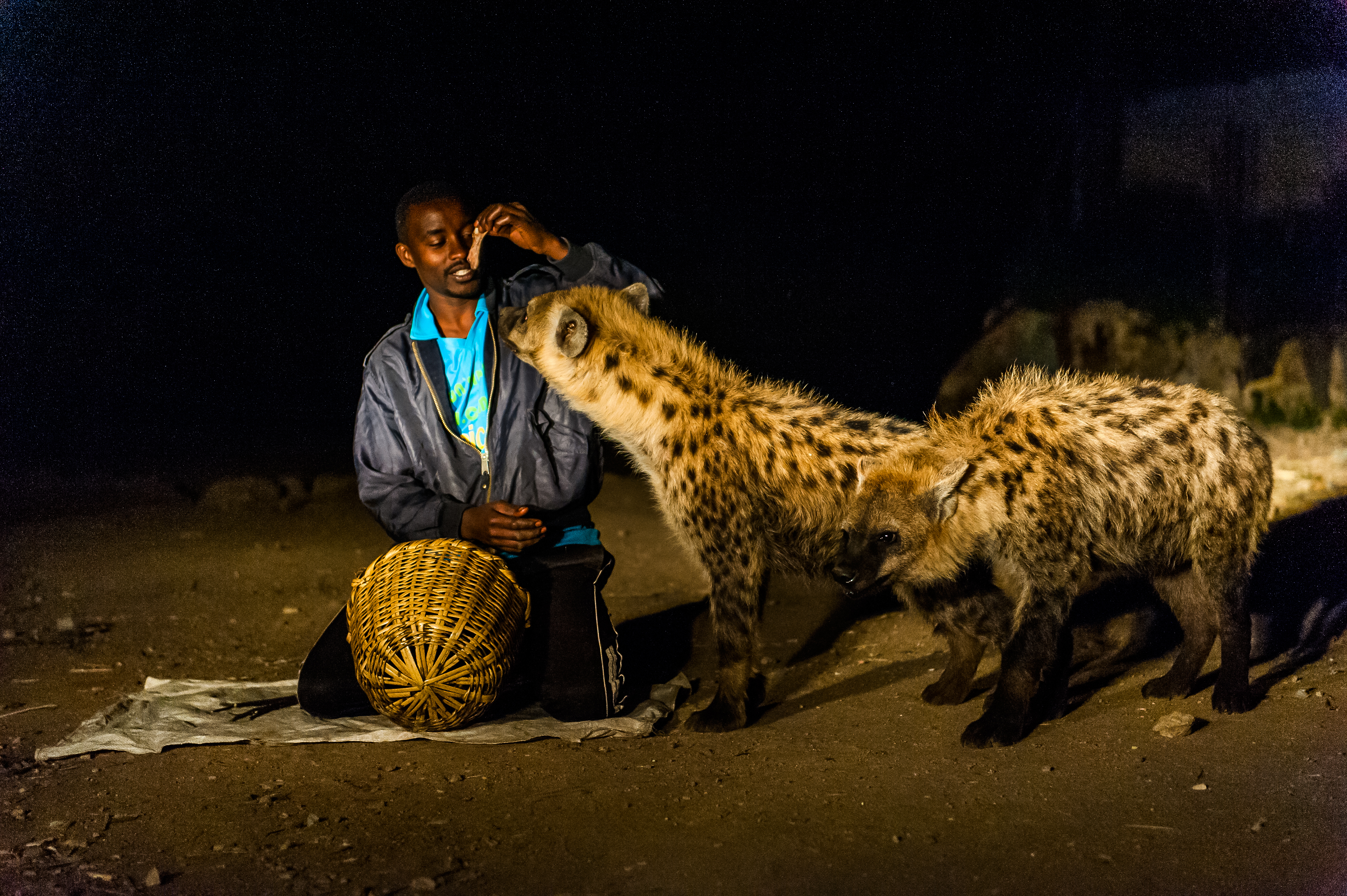
Un homme nourrissant des hyènes, l'une des attractions de Harar en Éthiopie.

Malgré sa réputation de charognarde, la hyène tachetée est en réalité une redoutable chasseuse en groupe et 70 % de son alimentation est issu de la chasse effectuée principalement la nuit, le reste étant composé notamment de charognes abandonnées ou volées à de grands fauves. Ses proies principales sont les zèbres, gnous et antilopes. La mâchoire puissante de la hyène tachetée lui permet de broyer les os des animaux qu'elle dévore et de les avaler avec le reste de la carcasse, un comportement alimentaire appelé durophagie. À ce jour, la plus grande puissance de morsure pour une hyène a été mesurée à 917 kg,, soit 9 000 newtons (une morsure presque 116 % plus puissante que celle du lion, mesurée à 426 kg soit 4 176 newtons).
C'est le seul mammifère terrestre capable de broyer des os d'éléphants et de girafes. Pour cette raison, les excréments de hyènes tachetées ont une couleur blanche, liée au fort taux de calcium (issu des os) qu'ils contiennent, si bien que les humains ont longtemps cru qu'il y avait un brasier dans le corps des hyènes et que les excréments étaient des cendres.
Quant aux hyènes rayées et brunes, celles-ci sont omnivores. Elles se nourrissent de fruits, d'insectes et de charognes. Au contraire des hyènes tachetées, elles ne chassent pas (à part s'il s'agit de petites proies). Tout comme les hyènes tachetées, c'est la nuit qu'elles sont actives et qu'elles vont chercher de la nourriture.
Les protèles sont insectivores. Ils se nourrissent presque exclusivement de termites. C'est également pendant la nuit qu'ils vont chercher leur nourriture.

### Prédateurs
Les hyènes tachetées, lorsqu'elles sont en très grand nombre, n'ont pas d'adversaire particulier. Cependant il leur arrive de se faire attaquer, même de se faire tuer par les lions (leur principal adversaire), les léopards, les lycaons ou par d'autres meutes de hyènes.

## Systématique

### Liste des genres
Selon ITIS :
- genre Crocuta Kaup, 1828
  - Crocuta crocuta (Erxleben, 1777)
- genre Hyaena Brisson, 1762
  - Hyaena brunnea Thunberg, 1820 (nommé Parahyaena brunnea par MSW)
  - Hyaena hyaena (Linnaeus, 1758)
- genre Proteles I. Geoffroy Saint-Hilaire, 1824
  - Proteles cristata (Sparrman, 1783)

Selon MSW :
- genre Crocuta
  - Crocuta crocuta
- genre Hyaena
  - Hyaena hyaena
- genre Parahyaena
  - Parahyaena brunnea (nommé Hyaena brunnea par ITIS)
- genre Proteles
  - Proteles cristata

Hyaenidae selon McKenna & Bell 1997
- - †Plioviverrops
  - †Tongxinictis
- Protelinae
  - Proteles synonymes Geocyon
    - Proteles cristatus
- †Ictitheriinae
  - †Herpestides
  - †Prioviverrops synonymes †Jourdanictis, †Protoviverrops & †Mesoviverrops
  - †Ictitherium synonymes †Galeotherium, †Lepthyaena, †Sinictitherium & †Paraictitherium
  - †Thalassictis synonymes †Palhyaena, †Miohyaena, †Hyaenictitherium & †Haenalopex
  - †Hyanotherium
  - †Miohyanotherium
  - †Tungurictis
  - †Protictitherium
- Hyaeninae
  - †Lycyaena
  - †Hyaenictis
  - †Chasmaporthetes synonymes †Ailuraena, †Lycaenops & Euryboas
  - †Metahyaena
  - †Palinhyaena
  - †Ikelohyaena
  - †Belbus
  - †Leecyaena
  - Parahyaena
    - Parahyaena brunnea

  - Hyaena synonymes Euhyana, †Pliohyaena & Anomalopithecus
    - Hyaena hyaena

  - †Pliocrocuta
  - †Pachycrocuta
  - †Adcrocuta
  - Crocuta synonymes Crocotta & †Eucrocuta
    - Crocuta crocuta

## Les hyènes et l'être humain

### Menaces pesant sur la famille
Autrefois le territoire des hyènes s'étendait sur la plupart de l'Afrique et de l'Asie, mais il s'est fortement réduit de nos jours du fait des activités humaines. D'autre part, les hyènes font l'objet d'une très mauvaise réputation et sont parfois abattues sans raison.
Les hyènes ne sont plus très nombreuses aujourd'hui et leur nombre continue de diminuer. La hyène brune, dont on ne compte plus qu'environ 5'000 individus, est l'espèce qui est la plus en danger. La hyène rayée est également menacée, avec plus que 10'000 individus. La hyène tachetée est, pour l'instant, hors de danger, avec encore 40'000 individus. Le protèle, de son côté, est lui aussi hors de danger pour le moment.

## Prononciation et accord avec l'article
L'usage de l'élision est flottant. On trouve généralement « la hyène » et occasionnellement « l'hyène » avec un usage plus péjoratif. Le Centre national des ressources textuelles et lexicales cite Dupré (1972) pour lequel « l'hésitation vient moins de h qui est généralement muet que de [j] devant lequel on fait difficilement la liaison. On peut considérer l'aspiration comme une prononciation affective (animal de mauvaise réputation, mot péj. au sens fig.). »

## Représentations dans les médias

### Hyènes dans les légendes et récits historiques
- Il a été envisagé que la Bête du Gévaudan de la fin du XVIIIe siècle ait pu être une hyène.

### Hyènes dans la littérature
- Dans le roman "Y'a de l'action" (Frédéric Dard), un criminel, réputé insaisissable, est surnommé "l'hyène" par plusieurs brigades de polices à sa recherche.

### Hyènes dans les films, séries et dessins animés
- Dans le film d'animation Le Roi lion (1994), les hyènes sont les cruelles alliées de Scar dans sa prise de pouvoir de la Terre des lions. On les voit à nouveau dans le film Le Roi Lion 3 : Hakuna Matata (2004), ainsi que dans le remake de 2019, cette fois réalisées en images de synthèse. Elles font également quelques apparitions dans la série Timon & Pumbaa (1995-1999)[19].
- Dans la série La Garde du Roi Lion (2016-2019), dérivée des films du Roi Lion, on rencontre pour la première fois dans la franchise des hyènes sympathiques. Cependant, il y a également des hyènes qui tiennent le rôle d'antagonistes.
- Dans certaines adaptations du Livre de la jungle de Rudyard Kipling (1894), Tabaqui n'est pas un chacal mais une hyène. C'est par exemple le cas dans la série d'anime japonaise de 1989.
- Dans Batman, la série animée (1992-1995), Harley Quinn, une ancienne psychiatre folle amoureuse du Joker, possède deux hyènes du nom de Bud et Lou, en référence aux prénoms d'Abbott et Costello, un duo comique des années 1940 et 50. Bud et Lou vouent une grande affection à Harley et lui sont loyaux. Ils apparaissent d'ailleurs dans le jeu vidéo Injustice 2 (2017).
- Dans l'épisode 6 de la première saison de la série télévisée fantastique Buffy contre les vampires, (Les Hyènes, 1997), Alex et d'autres collègues de classe sont possédés par les esprits de hyènes.
- Dans le film L'Odyssée de Pi (2012), le jeune Pi se retrouve après un naufrage dans une barque en compagnie d'un tigre, d'un zèbre, d'un orang-outan et d'une hyène agressive qui tente de le dévorer.
- Dans les dessins animés de Zig et Sharko, Zig, qui est une hyène, cherche toujours tous les moyens possibles pour pouvoir dévorer la sirène Marina, mais toutes ses tentatives se soldent à chaque fois par un échec, à cause du requin Sharko, le surprotecteur de la sirène.
- Dans la troisième et dernière saison des Minijusticiers, Lison, qui est une hyène, après avoir perturbé une représentation de cirque à cause de son rire incontrôlable, devient "Superdrôlederire" et utilise son super-pouvoir partiel pour faire tout exploser en rigolant abondamment.
- Dans le film Bernie (1996), Bernie Noël (joué par Albert Dupontel) est fasciné par cet animal si mystérieux et sauvage. Il rêve d’être ami avec une hyène, parce que la hyène le protègerait.
- Dans le film Hollywoo, Farres (joué par Jamel Debbouze) se fait attaquer par des hyènes rayées gardant la propriété privée où il tente de pénétrer.
- Dans la série d'animation Aggretsuko, Haida est une hyène. C'est un collègue de Retsuko. Il est tombé amoureux de Retsuko après l'avoir côtoyée cinq ans au travail, il essaie d'avouer ses sentiments sans faire d'erreurs.

### Hyènes dans les émissions de télévision
- Dans l'émission télévisée satirique Les Guignols de l'info sur Canal+, la marionnette de l'animateur Marc-Olivier Fogiel est accompagnée en permanence d'une hyène prénommée Zaza. Ils rient ensemble d'un rire diabolique à chaque phrase cynique de Fogiel. Ce dernier l'apostrophe en lui disant "Hein Zaza ?" et semble avoir de l'affection pour l'animal[20].

### Hyènes dans les jeux vidéo
- Le jeu vidéo Resident Evil: Outbreak Files 2 se déroule en partie dans le zoo de Raccoon City, où le joueur fera face à un groupe de hyènes contaminées par le virus-T.

- Dans le jeu vidéo League of Legends (2009) l'un des skins de Warwick est Warwick hyène.
- Dans le jeu vidéo Ancestors: The Humankind Odyssey (2019) qui se déroule en Afrique, il y a 10 millions d'années pendant la période du Néogène, les hyènes (Adcrocuta) sont des animaux que l'on peut chasser et qui peuvent également attaquer le joueur[21].
- Dans le jeu vidéo Outward (2019) qui est un jeu de fantasy, les hyènes sont également des animaux que l'on peut chasser et qui peuvent attaquer le joueur. Les hyènes du jeu sont des animaux fantastiques qui ont une apparence un peu différente de vraies hyènes[22].
- Dans la franchise d'Assassin's Creed (Origins et Odyssey), on peut également trouver des hyènes (tachetées et rayées) que l'on peut chasser et qui peuvent attaquer le joueur[23].
- Dans le jeu Dawn of Man (2019) qui se passe à l'ère préhistorique, les hyènes (Hyène des cavernes) sont aussi des animaux que l'on peut chasser et qui peuvent lancer des attaques contre le joueur[24].
- Dans le jeu Animalia Survival (2021) qui est un jeu multijoueur en accès anticipé dans lequel on peut incarner un animal de la savane africaine, les hyènes tachetées sont des animaux jouables. C'est l'un des seuls jeux où il est possible d'incarner une hyène et de la faire grandir pour qu'elle devienne adulte[25].
- Les jeux Horizon: Zero Dawn et Forbidden West se passent dans un futur où il y a des machines qui ont l'apparence d'animaux. Les robots appelés "Charognarde"[26] ("Scrapper" en anglais) représentent des hyènes. Ces machines ont une apparence qui ressemble aux hyènes et font également des sons de hyènes tachetées (elles "rient"). De plus, elles récupèrent les matériaux sur les robots détruits, ce qui fait penser aux hyènes se nourrissant de charognes. À la place de leur bouche, ces robots ont un broyeur, ce qui fait penser à la mâchoire puissante des hyènes tachetées. Dans le jeu Horizon: Forbidden West, il y a aussi des robots appelés "Pillard"[27] ("Scrounger" en anglais) qui sont très similaires aux Charognardes et qui représentent également des hyènes.